# Parafia Miłosierdzia Bożego w Skopaniu-Osiedlu
Parafia Miłosierdzia Bożego w Skopaniu-Osiedlu - parafia rzymskokatolicka znajdująca się w diecezji sandomierskiej w dekanacie Baranów Sandomierski. Została erygowana 1985 roku. Powstała poprzez wydzelenie z Parafii św. Jana Chrzciciela w Baranowie Sandomierskim.
Do parafii należą: Skopanie-Osiedle, Skopanie - Wieś.

## Obiekty sakralne
- Kościół Miłosierdzia Bożego w Skopaniu
- Kaplica Matki Bożej w Skopaniu-wsi.

## Duszpasterze
Ks. prałat  Wiesław Gucwa rektor od 24.06.1985 r., proboszcz od 02.07.1986r.

Wikariusze
- ks. mgr  Tadeusz Górka (07.08.1990-02.02.1992)
- ks. mgr  Piotr Góra (02.02.1992-01.07.1993)
- ks. Marek Łuszczyński(01.07.1993-25.06.1995)
- ks. Wojciech Szpara (25.06.1995-26.08.1998)
- ks. mgr  Paweł Kata (26.08.1998-29.08.2000)
- ks. mgr Grzegorz Jeż (29.08.2000-29.06.2001)
- ks. mgr Wiesław Podgórski (01.07.2001-20.06.2003)
- ks. mgr Wojciech Petryk (25.06.2003-25.06.2005)
- ks. mgr Michał Majecki (25.06.2005-01.09.2007)
- ks. mgr Krzysztof Cisowski (01.09.2007-01.09.2009)
- ks. mgr Grzegorz Staszczak (od 01.09.2009-01.09.2012)
- ks. mgr Łukasz Baran (od 01.08.2012 r. do 01.08.2014)
- ks. mgr Łukasz Nawrot	(od 01.08.2014 r. do 01.07.2017)
- ks. mgr Damian Niziałek (od 01.07.2017)